# Stade El Rubial
Le Stade El Rubial (en espagnol : Estadio El Rubial), est un stade de football espagnol situé dans la ville d'Águilas, dans la région de Murcie.
Le stade, doté de 4 000 places et inauguré en 1913, sert d'enceinte à domicile à l'équipe de football de l'Águilas Fútbol Club.

## Histoire
Le stade est inauguré le 19 janvier 1913 (bien que des rencontres de football se tenaient dans les lieux au moins depuis 1908), ce qui en fait donc le second plus ancien stade de football espagnol encore utilisé à ce jour.
Il est racheté par acte public le 23 juin 1915 par M. Juan Gray Watson pour le prix de 1250 pesetas, dans le but d'en faire un terrain de football officiel. Deux ans plus tard le 17 avril 1917, M. Juan Gray démissionne et transfère la propriété du terrain à la société des sports locale.
Les vestiaires actuels datent de la rénovation du stade de 1954, rénové pour la venue au stade du Real Madrid.
Le stade est actuellement utilisé pour ses matchs à domicile par le club de football local de l'Águilas FC.
Depuis 1901 s'y déroule chaque année le Trophée Playa y Sol entre les équipes de football locales des villes d'Águilas et de Lorca.

## Événements
- 1901 : Trophée Playa y Sol (en espagnol : Trofeo Playa y Sol)

### Matchs internationaux de football
| Date          | Compétition  | Équipes                                   | Score | Affluence |
| ------------- | ------------ | ----------------------------------------- | ----- | --------- |
| 1er mars 2000 | Match amical | Espagne -15 ans — Irlande du Nord -15 ans |       | —         |